# مفاوضات مانهاست
مفاوضات مانهاست هي سلسلة من المفاوضات الرسمية بين المملكة المغربية وجبهة بوليساريو المدعومة من الجزائر حول مصير إقليم الصحراء الغربية التي تعتبره المغرب جزء لا يتجزء من أراضيها تاريخيا وجغرافيا، فيما تعتبره جبهة البوليساريو والجزائر دولة مستقلة ذات سيادة.
بدأت المفاوضات في 18 يونيو 2007، بتوصية من الأمم المتحدة بعد قطيعة للمحادثات المباشرة بين طرفي النزاع دامت لأكثر من 7 سنوات. تمت الجولة الأولى من المفاوضات المباشرة بينهما بإقامة (غرين تري) في مانهاست بضواحي نيويورك، دون مؤشرات لإحراز تقدم في هذه القضية. إلا أنهما اتفقا بعد يومين من المحادثات على إجراء جولة أخرى في أغسطس 2007. شارك في هذه المفاوضات وفدان من الجزائر وموريتانيا باعتبارهما جارين للمنطقة أو أطراف غير مباشرة في النزاع القائم على الصحراء.

## الجولات الرسمية
| الجولة         | التاريخ             | النتائج النسبية                          | ملاحظات |
| -------------- | ------------------- | ---------------------------------------- | --- |
| الجولة الأولى  | 18 يونيو 2007       | حوار وتبادل وجهات النظر                  | مفاوصات متشنجة لكنها بداية حسنة[رأي شخصي؟] |
| الجولة الثانية | 10 أغسطس 2007       | تقديم مقترح الحكم الذاتي ومقترح الانفصال | مساندة أغلبية أعضاء مجلس الأمن لمقترح الحكم الذاتي[بحاجة لمصدر] |
| الجولة الثالثة | 7 يناير 2008        | تشنج واضح لكل طرف من مقترح الآخر         | تهديد البوليساريو بشن هجمات مسلحة إذا ما فشلت المفاوضات[بحاجة لمصدر] |
| الجولة الرابعة | 16 إلى 18 مارس 2008 | ؟؟                                       | لا يزال الخلاف بين الطرفين كبيرا، حيث طرح المغرب صيغة سياسية لحل الأزمة عبر حكم ذاتي يعطي الصحراويين صلاحيات واسعة تحت السيادة المغربية، في حين تصر الجزائر وجبهة البوليساريو على الاستفتاء مع إضافة مقترح الحكم الذاتي إلى الخيارين السابقين، أي الانفصال أو الانضمام إلى المغرب.[بحاجة لمصدر] |

## الوفود المشاركة

### المغرب
العضو الوحيد في الوفد المغربي الذي تغيب في مفاوضات مانهاست الثانية إلى الرابعة هو فؤاد علي الهمة، الوزير السابق المنتدب للداخلية.
المشاركون :
- شكيب بنموسى وزير الداخلية وكبير المفاوضين، * الطيب الفاسي الفهري، ونائب وزير الخارجية، * خليهن ولد الرشيد، رئيس المجلس الملكي الاستشاري للشؤون الصحراوية، * محمد ياسين المنصوري، مدير المخابرات المغربية (DGED) و خليهن ماء العينين
- محمد صالح التامك حاكم إقليم وادي الذهب
- الأمين العام للكوركاس Maoulainine Khallihenna.

كما حضر أيضا جزء من الوفد وهم عدد من كبار المسؤولين الحكوميين بالأقاليم الجنوبية.

### جبهة البوليساريو
- محفوظ علي بيبا، رئيس المجلس الوطني الصحراوي ورئيس وفد البوليساريو
- بشير راضي Segaiar، ومستشارا لزعيم البوليساريو محمد عبد العزيز
- أحمد بخاري، ممثل البوليساريو في الأمم المتحدة
- إبراهيم غالي
- محمد خداد
- سيدي محمد عمر.

### الجزائر
- عبد الله باعلي، سفير، مستشار في وزارة الخارجية
- يوسف يوسفي، سفير الجزائر لدى الأمم المتحدة

### موريتانيا
- سيدي محمد ولد بوبكر، سفير لدى إسبانيا
- عبد الرحيم ولد حضرمي، السفير لدى الأمم المتحدة
- عبد الحفيظ حيماز، المستشار في وزارة الخارجية